# Provinca Santiago (Dominikanska republika)
Santiago (španska izgovarjava: [sanˈtjaɣo])  je provinca na severu Dominikanske republike. Je industrijsko, izobraževalno in kulturno središče regije El Cibao. 

## Gospodarstvo
V mestu najdemo industrijske obrate za proizvodnjo ruma, tekstila in tobačnih izdelkov. Pomembne ekonomske dejavnosti območja so tudi čevljarstvo, usnjarjenje in izdelovanje pohištva. V mestu se nahaja obsežen Prosti ekonomski center s štirimi večjimi Conami, prav tako pa tudi večja tovarna cementa. 

## Zdravstvo
V mestu se nahaja večji Klinični center (»Clínica Unión Médica«), ki pokriva območje vseh trinajst provinc območja El Cibao.

## Geografija
Santiago se nahaja v središču doline Cibao, na prebivalca najbogatejši regiji države. Obkrožajo jo visoke gore, ki jo varujejo pred tropskimi orkani in omogočajo razcvet obsežnih tropskih deževnih gozdov. 

## Občine in občinski okraji
Provinca je bila 20. junija 2006 razdeljena na naslednje občine in občinske okraje (D.M.-je):
| - Santiago de los Caballeros (glavno mesto province) - Arroyo Yaque (D.M.) - Arroyo Yaque Abajo (D.M.) - Baitoa (D.M.) - Hato del Yaque (D.M.) - La Canela (D.M.) - Pedro García (D.M.) - San Francisco de Jacagua (D.M.) - Jánico - El Caimito (D.M.) - Juncalito (D.M.) - Jagua (D.M) - Bao (D.M) - Gurabo (D.M) - Licey al Medio - Las Palomas (D.M.) - Puñal - Canabacoa (D.M.) - Guayabal (D.M.) | - Sabana Iglesia - Sabana Iglesia Abajo (D.M.) - Sabana Iglesia Arriba (D.M.) - San José de las Matas - El Rubio (D.M.) - La Cuesta (D.M.) - Las Placetas (D.M.) - Manacla - Diferencia - Tamboril - Canca la Reina (D.M.) - Villa Bisonó - Villa González - El Limón (D.M.) - Palmar Arriba (D.M.) - Palmar Abajo (D.M.) |

Spodnja tabela prikazuje števila prebivalstev občin in občinskih okrajev iz popisa prebivalstva leta 2012. Mestno prebivalstvo vključuje prebivalce sedežev občin/občinskih okrajev, podeželsko prebivalstvo pa prebivalce okrožij (Secciones) in sosesk (Parajes) zunaj okrožij.
| Občina                     | Skupno    | Mestno prebivalstvo | Podeželsko prebivalstvo |
| -------------------------- | --------- | ------------------- | ----------------------- |
| Jánico                     | 59.586    | 19.624              | 39.962                  |
| Licey al Medio             | 69.321    | 20.014              | 49.307                  |
| Puñal                      | 69.303    | 10.556              | 58.747                  |
| Sabana Iglesia             | 53.520    | 33.034              | 20.486                  |
| San José de las Matas      | 109.071   | 63.749              | 45.322                  |
| Santiago de los Caballeros | 1.198.754 | 1.095.058           | 103.696                 |
| Tamboril                   | 102.865   | 24.610              | 78.255                  |
| Villa Bisonó               | 98.666    | 52.271              | 46.395                  |
| Villa González             | 72.365    | 15.969              | 56.396                  |
| Provinca Santiago          | 1.833.451 | 1.334.885           | 498.566                 |

Za celoten seznam občin in občinskih okrajev države, glej Seznam občin Dominikanske republike.

## Znane osebnosti
| Predsedniki Dominikanske republike: - Joaquín Balaguer - Rafael Filiberto Bonnelly - Donald Reid Cabral - Antonio Guzmán Fernández - Salvador Jorge Blanco - Hipólito Mejía - Rafael Estrella Ureña (podpredsednik) Drugi politiki: - Pedro Francisco Bonó - Miguel Cocco Guerrero - Francisco Dominguez Brito - Orlando Jorge Mera — Generalni sekretar Dominikanske revolucionarne stranke - José Desiderio Valverde Bejzbolisti: - Miguel Diloné - igralec zunanjega polja - Luis Polonia - igralec levega zunanjega polja | - Winston Llenas (znan tudi kot Chilote) - vsestranski igralec - José Reyes — bližnji zaustavljalec - Julián Tavárez — metalec - José Lima - metalec - Joaquín Benoit - metalec - Ramón Peña - metalec - Carlos Gómez - igralec zunanjega polja - Tony Peña, Jr. - metalec - Jhonny Peralta - igralec leve strani notranjega polja - Wandy Rodríguez - metalec Drugi: - José Acosta — pisatelj - Román Franco Foundeur in Pedro Manuel Hungría — Ustanovitelja Zgodovinskega arhiva province Santiago (Archivo Histórico Santiago) - Eduardo Leon Jimenes - poslovnež - Yoryi Morel — slikar - Johnny Pacheco — glasbenik - Amelia Vega — zmagovalka tekmovanja Miss Universe leta 2003 |